# Blattgold

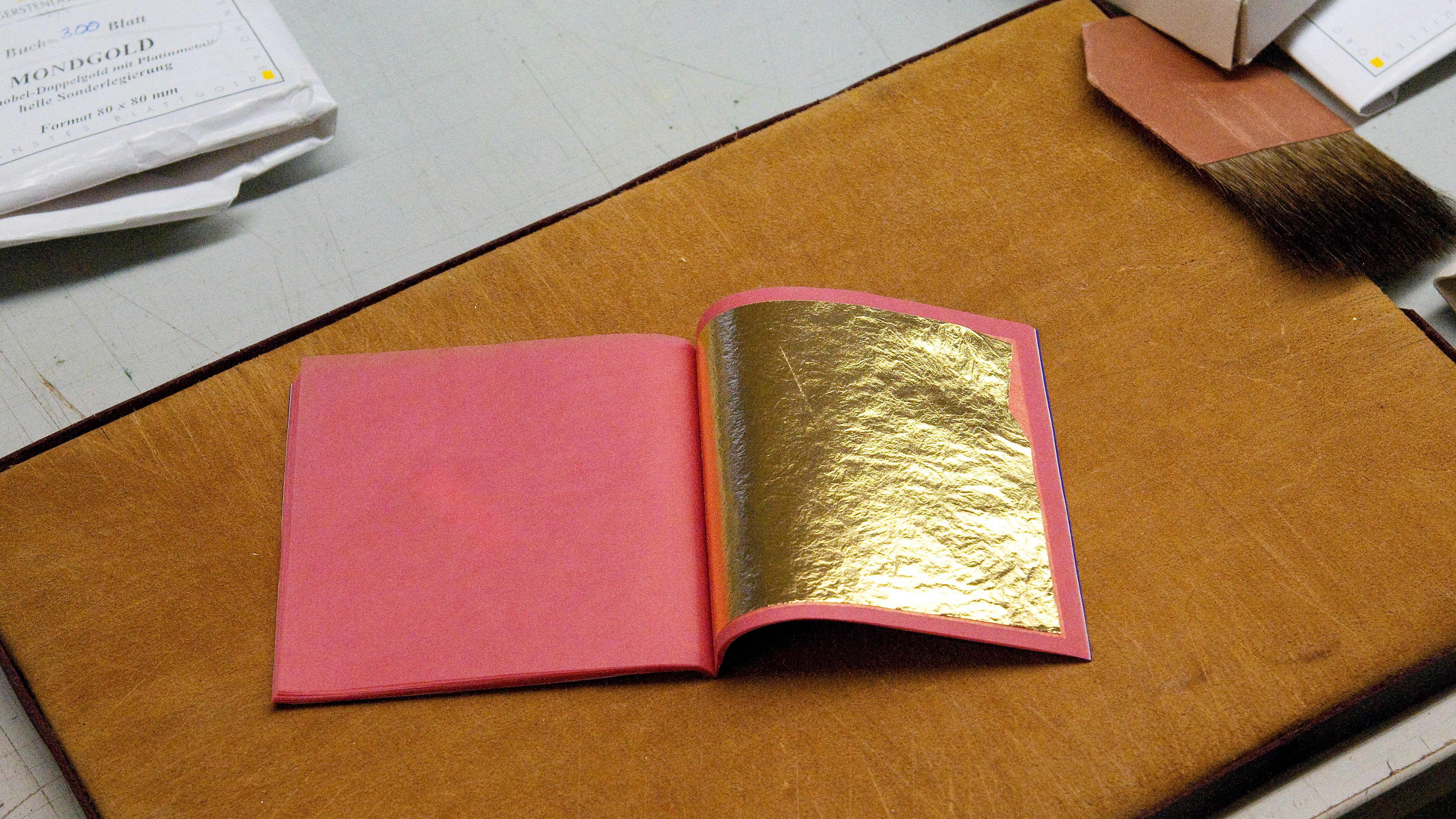
Ein Blatt loses Blattgold, 80 × 80 mm

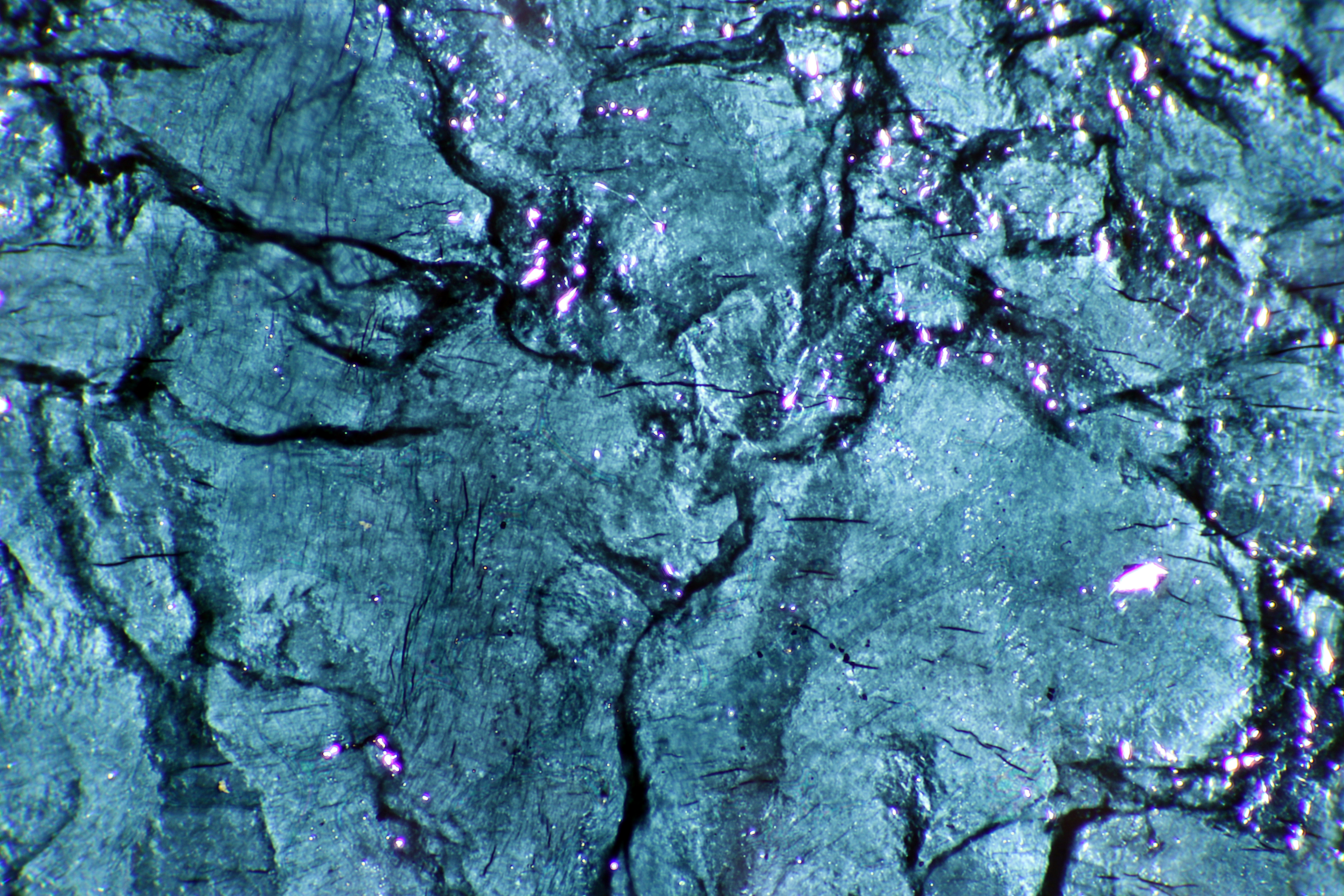
Blattgold im Durchlicht unter dem Mikroskop, 10er-Objektiv

Blattgold, auch Goldschaum, ist die Bezeichnung für eine aus reinem Gold oder hochkarätigen Goldlegierungen hergestellte, dünne Folie. Verwendet wird es, um den Eindruck von massivem Gold zu erwecken (Vergolden). Im Auflicht glänzt Blattgold goldgelb, im Gegenlicht scheint eine weiße Lichtquelle grünlich-blau durch.

## Herstellung

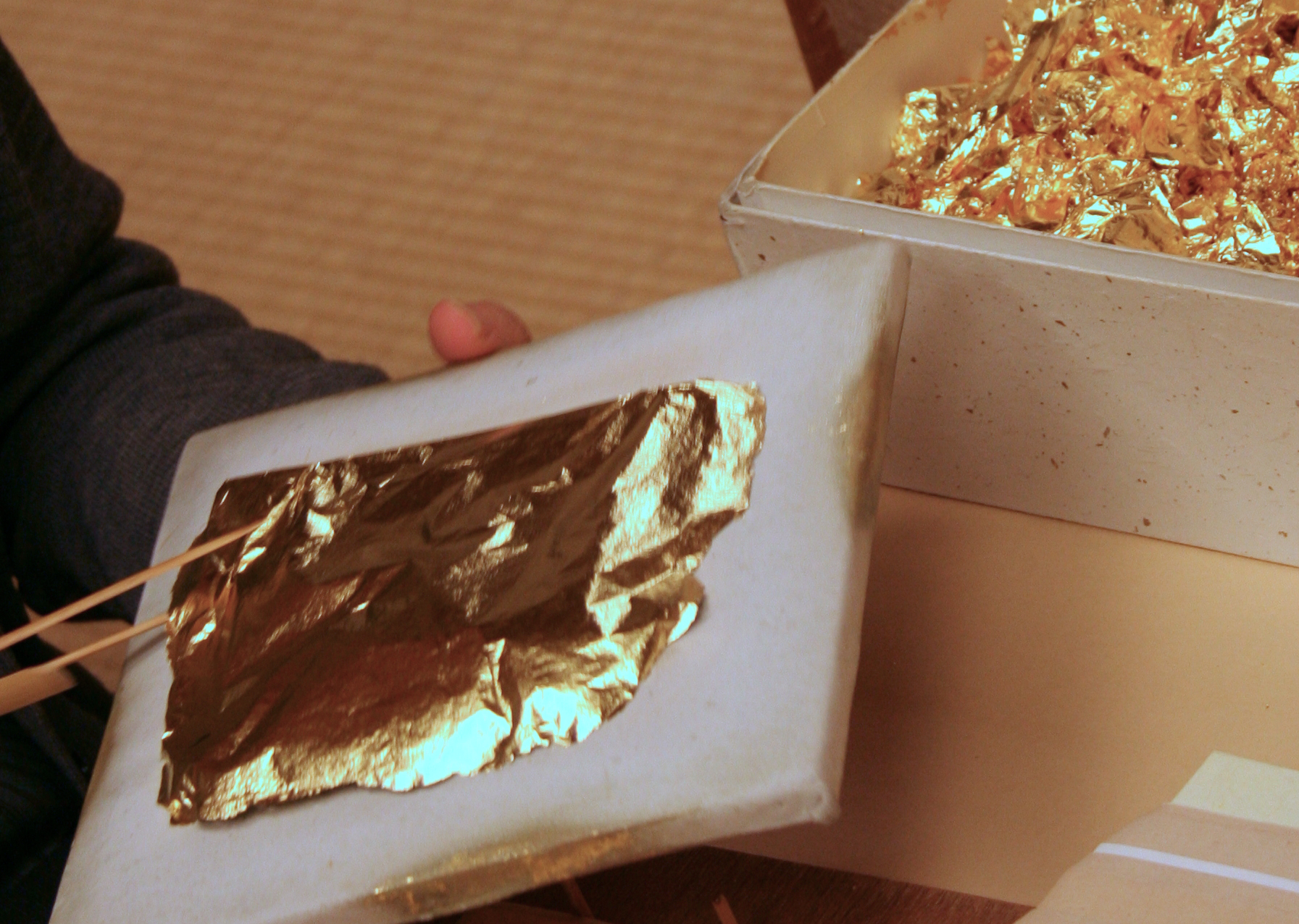
Verarbeitung elastischer Goldfolie

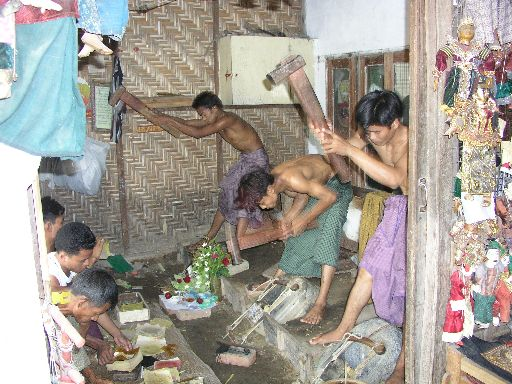
Goldschläger in Mandalay (Myanmar)

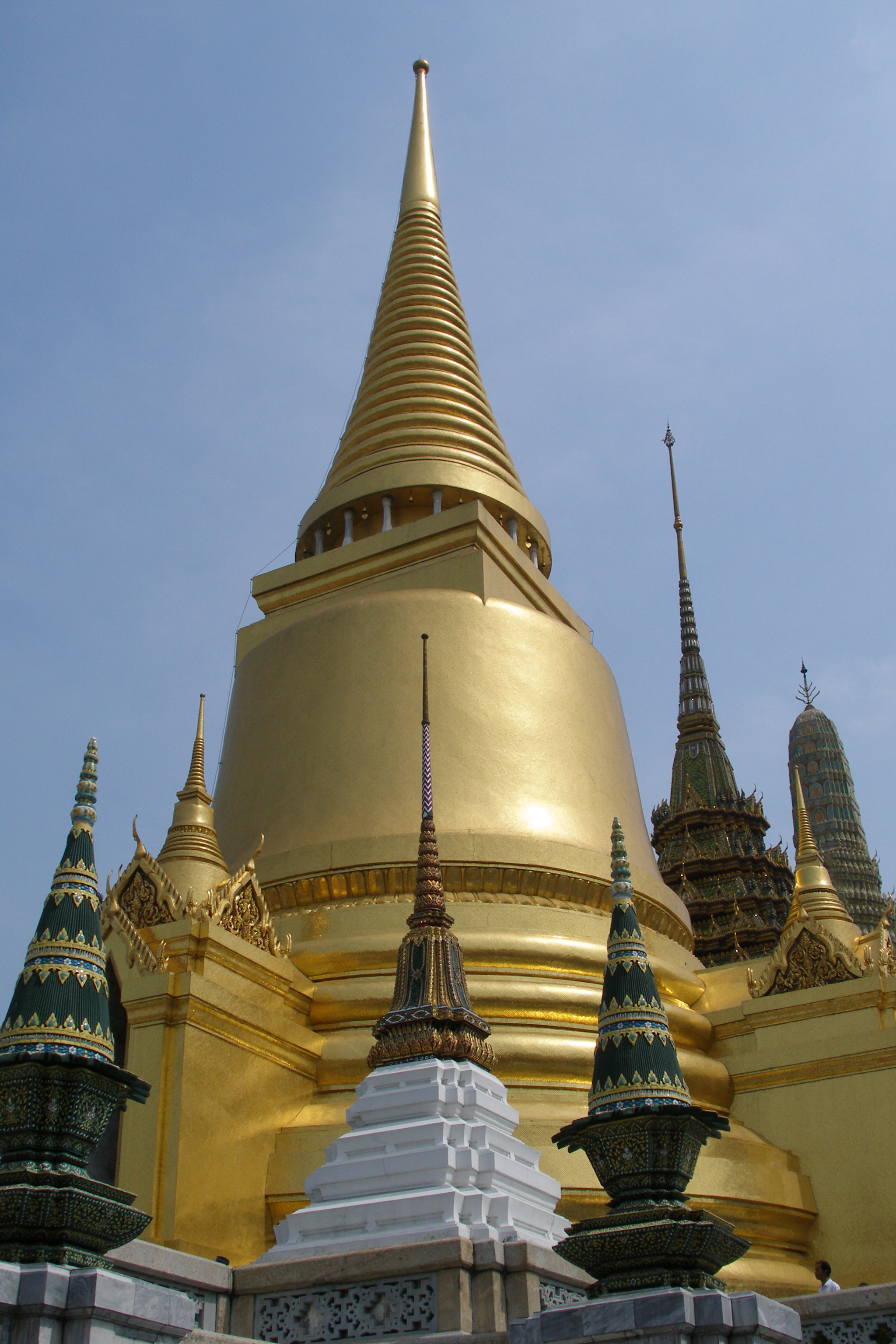
Der mit Blattgold überzogene Phra Sri Rattana Chedi des Wat Phra Kaeo (Bangkok, Thailand)

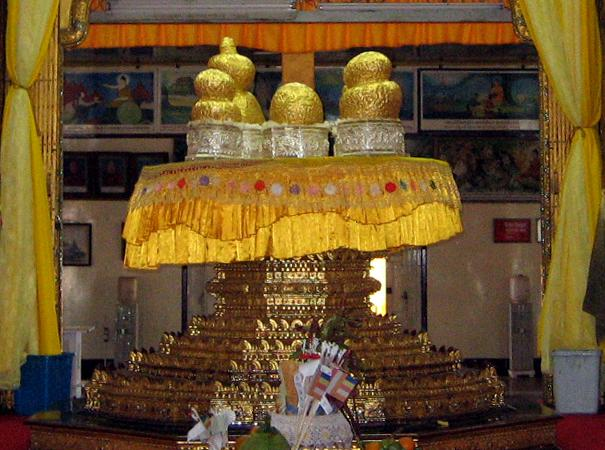
Bis zur Unkenntlichkeit vergoldete Buddhastatuen, Phaung-Daw-U-Pagode, Myanmar

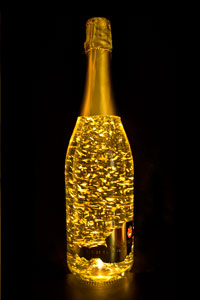
Sekt mit 23-karätigem Blattgold

Reines Gold oder Goldlegierungen werden geschmolzen und in 2–5 Millimeter dicke Zaine (Barren) gegossen. Zusatzstoffe (Platin, Silber, Kupfer) geben dem Blattgold die gewünschte Farbe. Die Zaine werden anschließend in noch glühendem Zustand geschmiedet und mehrfach geglüht, um die Geschmeidigkeit des Goldes zu bewahren. Danach wird es zu einem Goldband von etwa der Stärke von Zeitungspapier (ca. 30 Mikrometer) gewalzt und in Quadrate (Quartiere) geschnitten. 400 bis 500 dieser Quartiere werden in einer Quetsche zwischen Pergamentpapier übereinander gelegt und in mehreren Arbeitsgängen unter Drehen vom sogenannten Goldschläger immer wieder mit einem Federhammer bis auf etwa ein Mikrometer geschlagen. Die Blätter werden nach dem Vierteln, nun in einer Goldschlägerform, zwischen Lagen von präpariertem Ochsenblinddarm (sog. Goldschlägerhäutchen), eingestäubt mit feinstem Fasergips, mit immer schwerer werdenden Hämmern in mühsamer Handarbeit immer weiter geschlagen. Die eben noch zweckmäßige Feinheit der ca. 80 mal 80 (aber auch 60 bis 120) Millimeter großen Goldblätter beträgt danach 100 bis 110 Nanometer.
Blattgold wird nach der ausgeschlagenen Dicke unterschieden:
Einfachgold (etwa 100–110 nm)oftmals nicht extra als Einfachgold gekennzeichnet. Ist ein Blattgold nicht ausdrücklich als besonders haltbar oder doppelt gekennzeichnet, handelt es sich um Einfachgold.
Doppelgold (etwa 200–220 nm)wegen seiner Dicke und geringen Porosität gerne für Außenarbeiten verwendet.
Dreifachgold (etwa 300–330 nm)für besonders beanspruchte Außenvergoldungen verwendet.
Ein Gramm Gold ergibt bei der üblichen Dicke von 0,1 Mikrometern (100 Nanometer) eine Fläche von etwa einem halben Quadratmeter. Im römischen Zeitalter betrug die Dicke noch etwa drei Mikrometer, im 14. Jahrhundert einen Mikrometer.
Das deutsche Zentrum dieses Handwerks ist Schwabach. Dort wird im Stadtmuseum in einer nachgestellten Goldschlägerwerkstatt von einem Goldschlägermeister die Blattgoldherstellung demonstriert.

## Weitere Formen
SturmgoldUnter Sturmgold versteht man auf Seidenpapier aufgebrachtes Blattgold zum Vergolden im Freien, d. h. für die Außenverwendung (zum Beispiel Schriften für Grabsteine). Andere Ausdrücke dafür sind: Abziehgold, Transfergold bzw. Turmgold. In der Regel wird es in ein Klebebett eingelegt, dann gesäubert, jedoch lässt es sich nicht in vollem Maße glänzend polieren.
ZwischgoldBeim Zwischgold besteht nur eine Seite der Folie aus Gold, die andere dagegen aus Silber. Es ist daher billiger als Blattgold, läuft aber mit der Zeit an.
Weitere goldähnlich aussehende Legierungen siehe unter Blattmetall und Rauschgold.

## Anwendungstechnik
Man unterscheidet Ölvergoldung, Leimvergoldung und Polimentvergoldung:
Ölvergoldung
Die Ölvergoldung ist wetterfest; Klebemittel ist die so genannte Mixtion, ein trocknendes Öl bestehend aus Leinöl, Bleiglätte und Terpentinöl.
(Bei der Ölvergoldung wird das Blattgold oder Schlagmetall „angelegt“.)
Leimvergoldung
Bei der Leimvergoldung wird organischer Leim auf Kreidegrund als Klebemittel verwendet.
Polimentvergoldung
Bei der Polimentvergoldung besteht der Untergrund aus Kreidegrund oder aus mit organischem Leim versetztem feinem Bolus. Darauf aufgebracht lässt sich das Blattgold hervorragend mit Poliersteinen auf Hochglanz polieren.
(Bei der Polimentvergoldung spricht man vom „Anschießen“ des Goldes.)

## Das Anschießen
Blattgold benötigt eine glatte Oberfläche des Untergrundes. Das Trägermaterial wird dafür fein geschliffen, weil man durch die dünne Folie jeden Kratzer sähe. Je nach Zweck und gewünschter Wirkung wird spezielles Klebemittel aufgebracht (siehe die drei Vergoldungsarten). Das Blattgold wird dann mit einem Pinsel, dem Anschießer, aufgenommen. Der Anschießer wird durch Reiben am Körper elektrostatisch aufgeladen, um die feine Goldfolie aufzunehmen. Die Folie wird mit einem einzigen Pinsel-Tupfer auf dem zu vergoldenden Gegenstand abgelegt. Diesen Schritt nennt man „anschießen“. Das Gold wird anschließend matt gelassen oder mit einem Polierstein oder einem harten Gegenstand glänzend poliert. Früher wurden dafür die Zähne verwendet.

## Anwendungsbeispiele

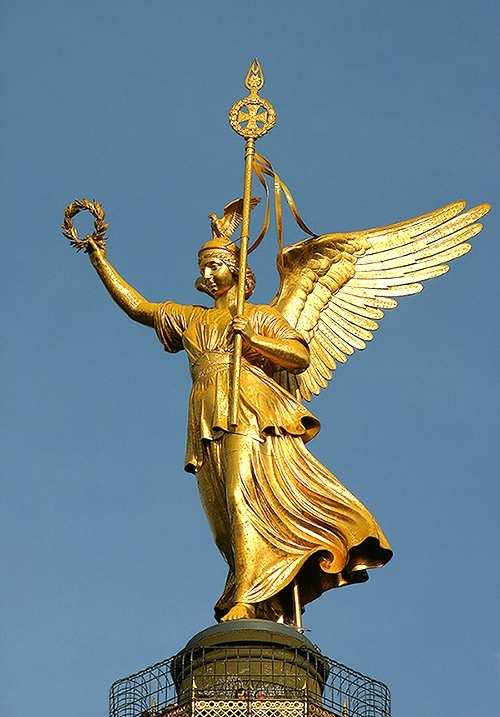
Berlin – Siegesgöttin Victoria („Goldelse“) auf der Siegessäule

Blattgold (lateinisch früher auch Folium auri genannt) wird hauptsächlich zur Vergoldung von Bilderrahmen, Büchern (Goldschnitt, Buchmalerei), Mobiliar, Figuren, Architekturelementen, Stuck, Ikonen etc. verwendet. Bei einigen Buddhastatuen in Myanmar durften Pilger als Zeichen ihrer Reverenz Blattgold auftragen. Insbesondere die fünf Statuen der Phaung-Daw-U-Pagode wurden im Laufe der Zeit so mit Gold eingedeckt, dass ihre ursprünglichen Formen kaum noch zu erkennen sind.
Im Buddhismus wird Blattgold für rituelle Opferhandlungen verwendet.
Der Verzehr von Blattgold ist ungefährlich und beispielhaft in Danziger Goldwasser, Schwabacher Goldwasser, als Blattgoldauflage auf der Opern-Torte oder als aromatisiertes, weinhaltiges Getränk (zum Beispiel: Goldcuvée mit Goldlikör oder Österreich Gold von Inführ Sekt) trinkbar. 22-karätiges Blattgold wird als Lebensmittelfarbstoff E 175 auch zum Vergolden von Speisen verwendet und dient Körperbemalern beim Schminken und in der Kosmetik im Allgemeinen zu besonderen Effekten.
In Atlanta wurde Blattgold zum Dekorieren der Spitze eines Wolkenkratzers verwendet. Die 1993 fertiggestellte Bank of America Plaza hat an ihrer Turmspitze einige vergoldete Elemente. 
In Berlin wurde für die Siegesgöttin Victoria auf der Siegessäule im Tiergarten 300 m² Blattgold  in höchster Goldqualität (24 Karat) verwendet.